# Crossidius hurdi
Crossidius hurdi là một loài bọ cánh cứng trong họ Cerambycidae.